# 플룸라이드 (에버랜드)
후룸라이드(Flume Ride)는 대한민국 경기도 용인시 처인구 포곡읍 전대리 199에 위치한 에버랜드의 매직랜드에 있던 플룸라이드이다.

## 연혁
1981년 3월 31일부터 2014년 11월 16일까지 33년 동안 운행되다가 철거되었으며, 철거된 자리는 2015년 7월 31일 썬더폴스로 리뉴얼 오픈했다.